# Tommaso Sergiusti
Tommaso Sergiusti (Lucca, 23 marzo 1780 – 30 luglio 1852) è stato un politico italiano.

## Biografia
Nato a Lucca nel 1780, ricoprì la carica di segretario di gabinetto del Ducato di Lucca dal 27 dicembre 1818 al 31 marzo 1824 e venne poi nominato consigliere di Stato il 18 gennaio 1837.
Dal marzo 1840 all'aprile 1848 fu gonfaloniere di Lucca, ultimo gonfaloniere della città prima dell'annessione del ducato al Granducato di Toscana. Il 28 marzo 1848 sostenne tramite un proclama la partecipazione della Toscana alla guerra d'indipendenza contro l'Austria, invitando tutti i cittadini lucchesi a recitare un Te Deum di ringraziamento nel duomo di Lucca.
Fu nuovamente gonfaloniere di Lucca dal 29 novembre 1849 al 21 maggio 1850. Morì nel luglio 1852.
Presso il famedio lucchese del cimitero urbano cittadino, è posta una lapide in memoria di Sergiusti, con epitaffio che recita: «Alla cara memoria di Tommaso Sergiusti per animo diritto e senno richiesto di consiglio dai regnanti di casa Borbone per quasi due lustri gonfaloniere dal municipio riconoscente l'anno MDCCCLII rimunerato di funebre lapide».